# Reakcja Shinody
Reakcja Shinody, próba Shinody – reakcja charakterystyczna służąca do wykrywania flawonoidów i wstępnego oznaczenia ich przynależności do grup. 

## Wykonanie
Do badanego roztworu należy dodać kilka opiłków magnezu, a potem powoli kroplami dodawać stężony kwas solny. W zależności od zabarwienia roztworu można określić przynależność do jednej z grup flawonoidów: barwa malinowa oznacza flawonole, fioletowoczerwona - flawonony, a pomarańczowe flawony. Dla chalkonów i auronów nie obserwuje się zmiany zabarwienia roztworu.

## Mechanizm
W wyniku reakcji magnezu z kwasem solnym uwalnia się aktywny wodór, który redukuje układ fenylochromonu tworząc barwne związki antocyjanidynowe. W zależności od stopnia utlenienia pierścienia heterocyklicznego powstaje charakterystyczne zabarwienie.